# Барабанщик

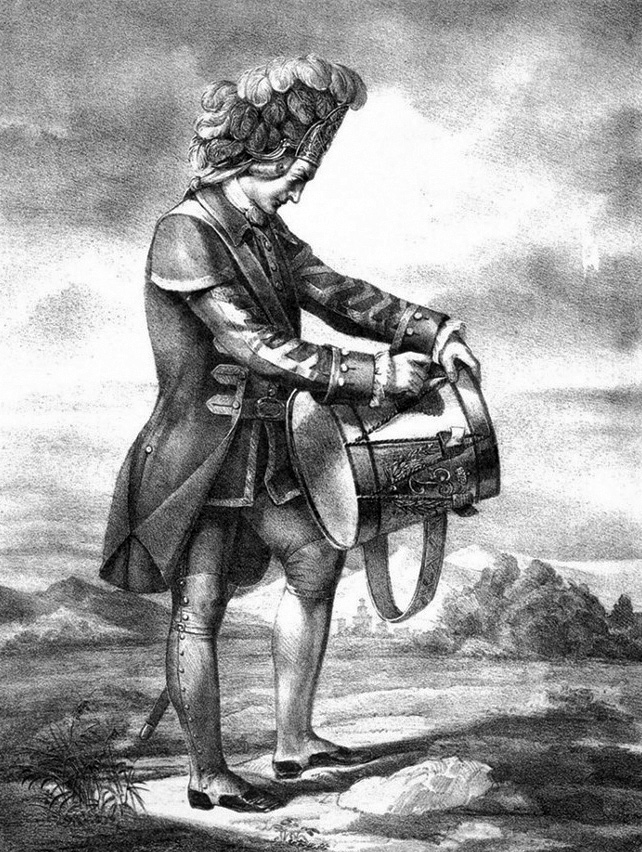
Барабанщик Лейб-Компании, с 1742 до 1762 года

Бараба́нщик — музыкант, играющий на ударных музыкальных инструментах и, в частности, на барабане, или военно-учётная специальность (чин, должность (сигналист-барабанщик)) в вооружённых силах.
В музыкальном профессиональном лексиконе барабанщиками чаще всего называют музыкантов, специализирующихся на ударной установке.

## История

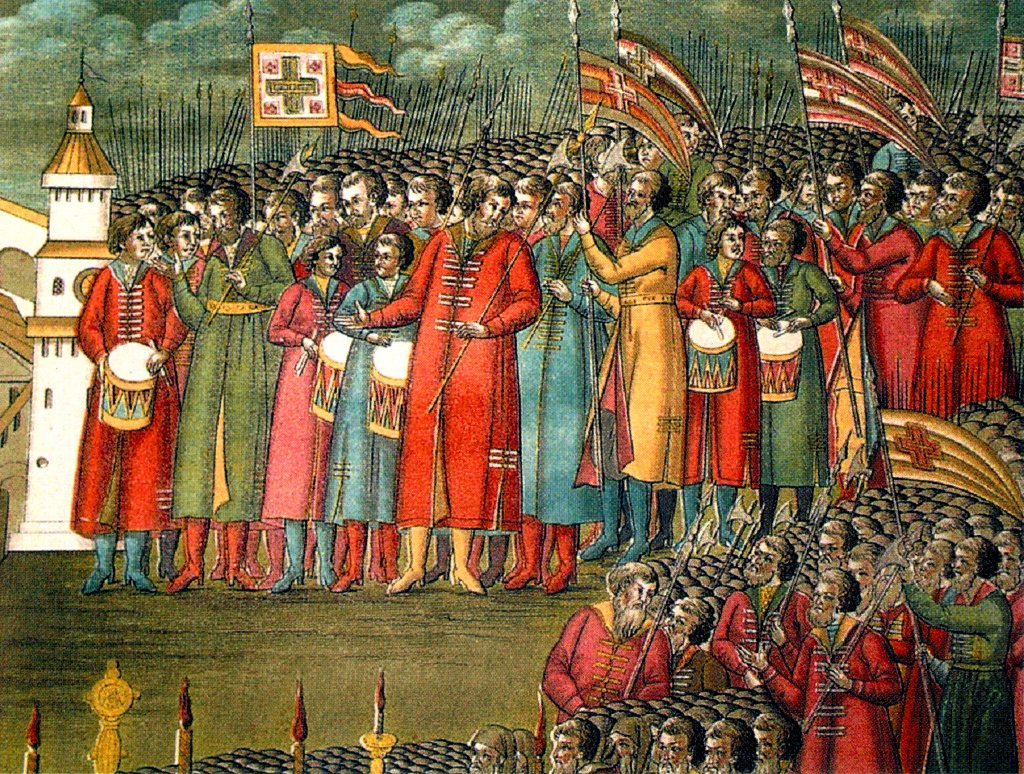
Стрелецкое войско (царская пехота) на фрагменте рисунка 1672 года, видны барабанщики

Сам инструмент — барабан — попал в Европу с Ближнего Востока. На Руси военное употребление барабанов начинается задолго до времён Петра Великого. Барабанщики отбивали ритм наступлений, помогали держать строй и поддерживали дух ратников.
Впервые (сохранились данные) о централизованном применении барабанщиков в Русском войске упоминается при осаде Казани 1552 года, в регулярном войске. В Русском войске применялись накры — медные котлы, обтянутые кожей. Такие «бубны» имели при себе начальники малых полков. Накры привязывали перед всадником, у седла. Били в накр рукояткой плети. По свидетельствам иностранных писателей, в войске Руси были и большие «бубны» — их перевозили четыре лошади, а били в них восемь человек.
Малый барабан стал известен в войске во времена Фёдора Иоанновича и Бориса Годунова, когда были приняты на службу иностранные наёмные дружины.
Свой вклад в популяризацию барабанов внёс Пётр I. Он издал указ о придании каждому формированию от сотни специального барабанщика. В обязанности барабанщика входило сопровождение войска на марше, передача сигналов в бою и другое время. По словам современников, Пётр сам неоднократно «выказывал отменную барабанную сноровку», был барабанщиком в своих потешных войсках.

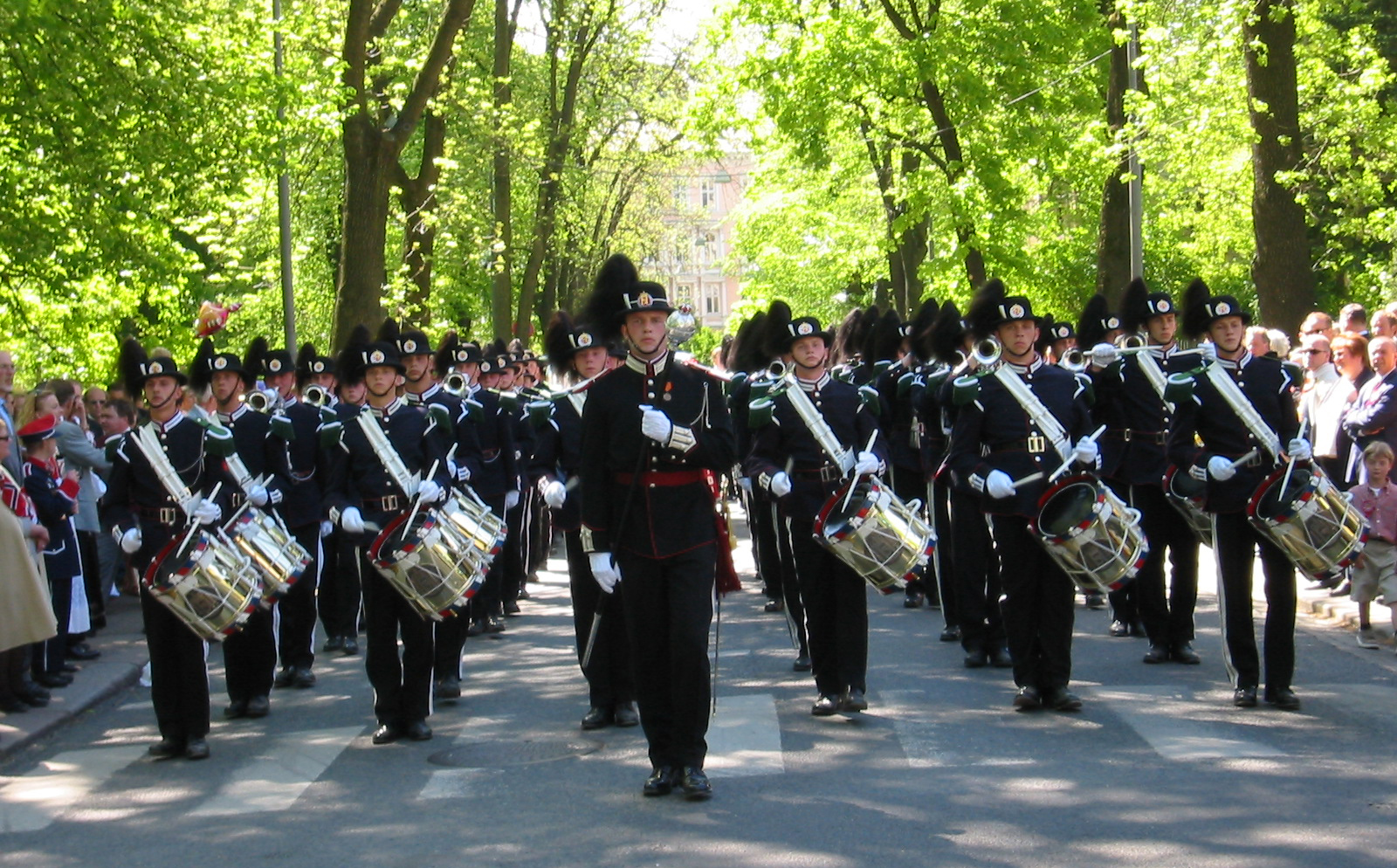
Музыкальная рота Королевской гвардии Норвегии во время марша

Значение барабанщиков упало во время Восточной войны 1853 — 1855 годов. Русско-японская война показала, что боевая роль барабанов окончена. В 1909 году был издан указ об изъятии барабанщиков из штатов военного времени и сохранении их для надобностей мирной службы и обучения. Однако в 1910 году воинский устав вновь установил выдвижение войсковых частей во время боевого похода с барабаном.
До появления моторизованных войск барабанщики являлись неотъемлемой частью вооружённых сил в Европе, а затем и в странах, куда проникала европейская культура. До сих пор военных барабанщиков можно увидеть во время церемониальных или просто исторических парадов. Не менее распространены военные барабанщики были и на востоке.

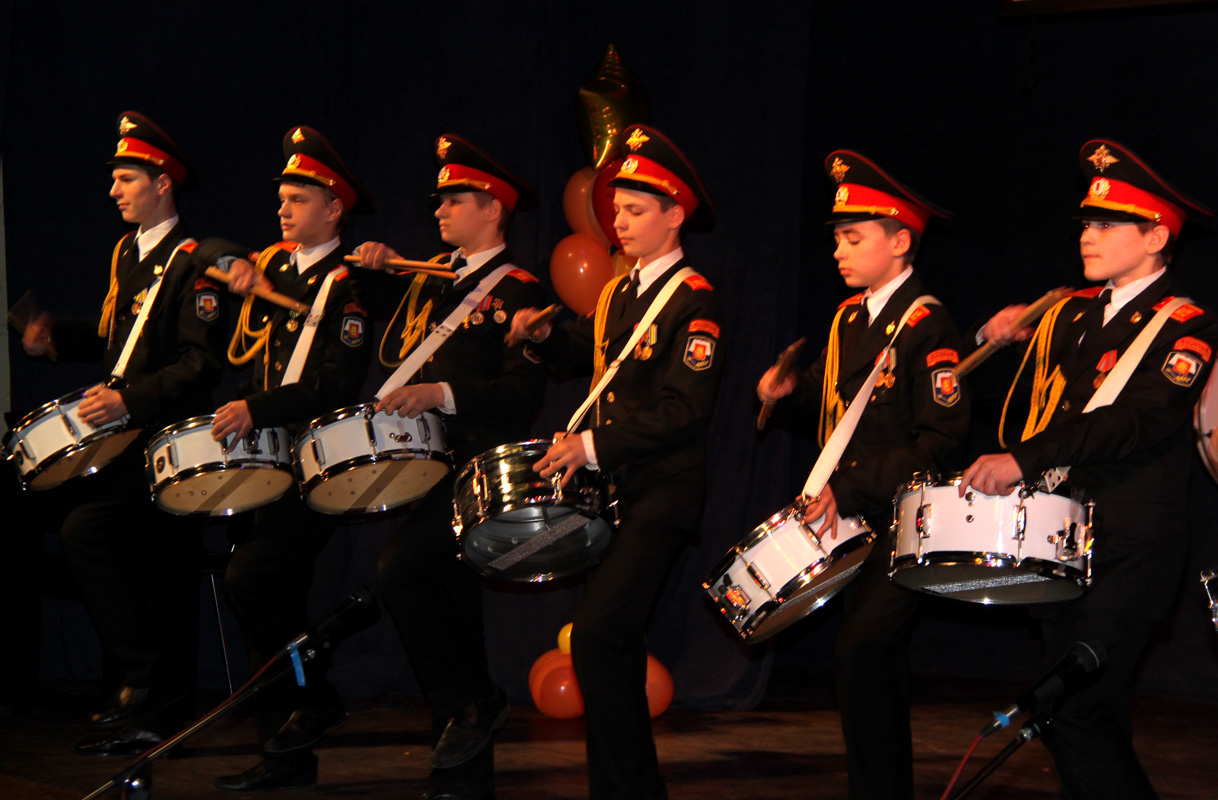
Барабанщики Московского кадетского корпуса

Помимо использования в военных целях, барабан играл роль инструмента в ритуальных танцах и религиозных обрядах. Так в Китае бой барабана считался средством изгнания злых духов наравне с хлопушками. По сей день празднование Китайского Нового года не обходится без барабанщиков.
В наше время барабанные ритмы проникли и закрепились практически во всём спектре музыкальных жанров: от традиционно ассоциированного с насыщенными барабанными партиями метала и до популярной музыки. Впрочем, наиболее востребованными барабанщики остаются в «живых» рок-группах. Как правило барабанщики особенно тесно работают с бас-гитаристами, образуя ритм секцию, задающую общий ритм и «раш» композициям. Самые знаменитые и уважаемые в своей среде барабанщики известны своей способностью легко переходить на любой музыкальный стиль. Нередко барабанщики являются лидерами и идейными вдохновителями групп, пишут стихи и музыку, а иногда и одновременно являются бэк-вокалистами.

## Галерея

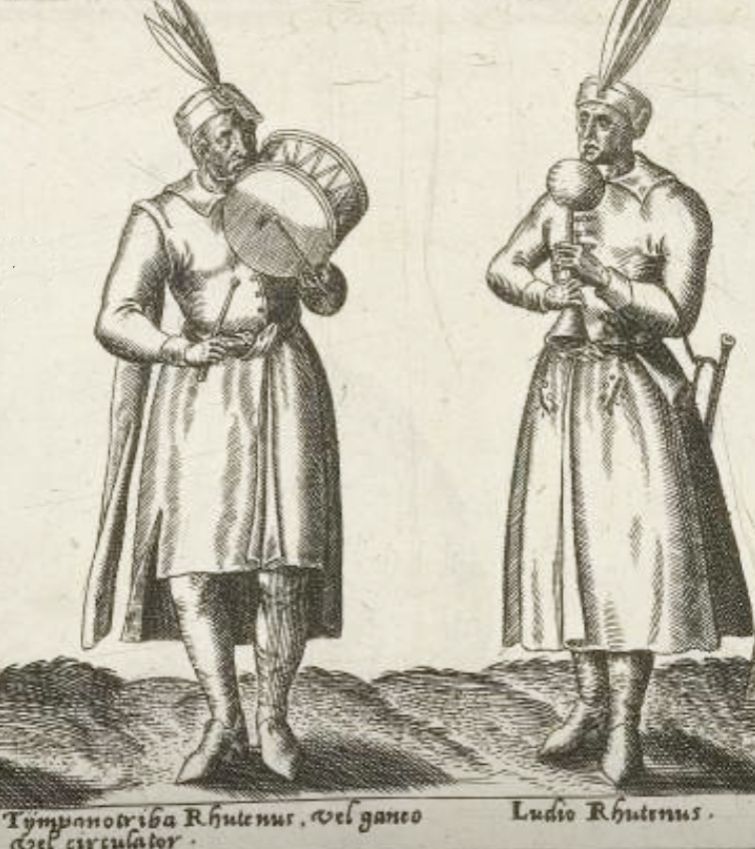
Изображение русских (рутенов) барабанщика и трубача, рисунок из книги Пьетро Бертелли (Pietro Bertelli), 1563 год.
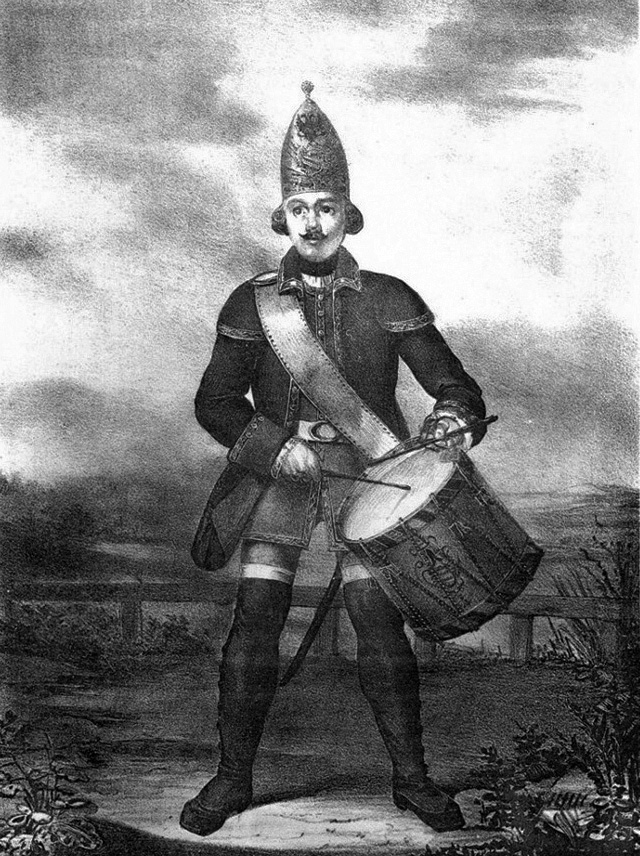
Барабанщик гренадерской роты пехотного полка, 1756 — 1762 годов.
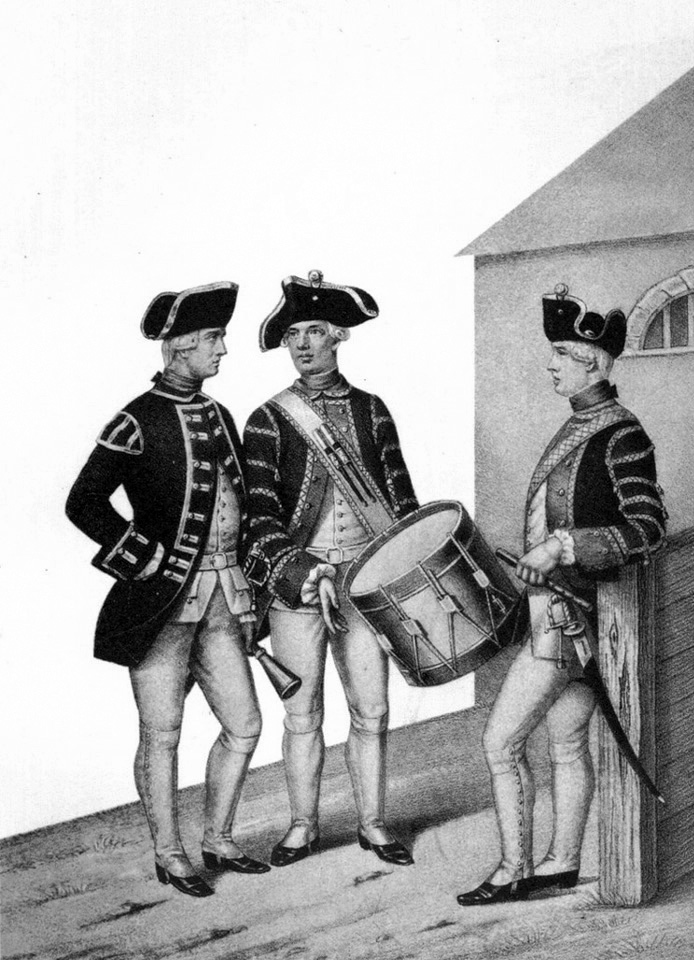
Гобоист, барабанщик и флейтист мушкетёрского Цеге-Фон-Мантейфеля полка, 1756 — 1760 годов.
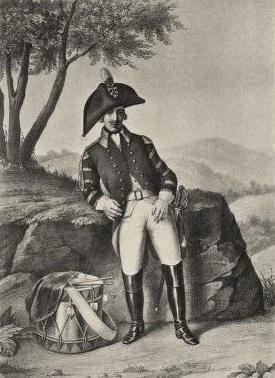
Барабанщик Псковского Драгунского полка, 1797 — 1801 годов.
Юный барабанщик республиканской армии. Испания, 1937 год.
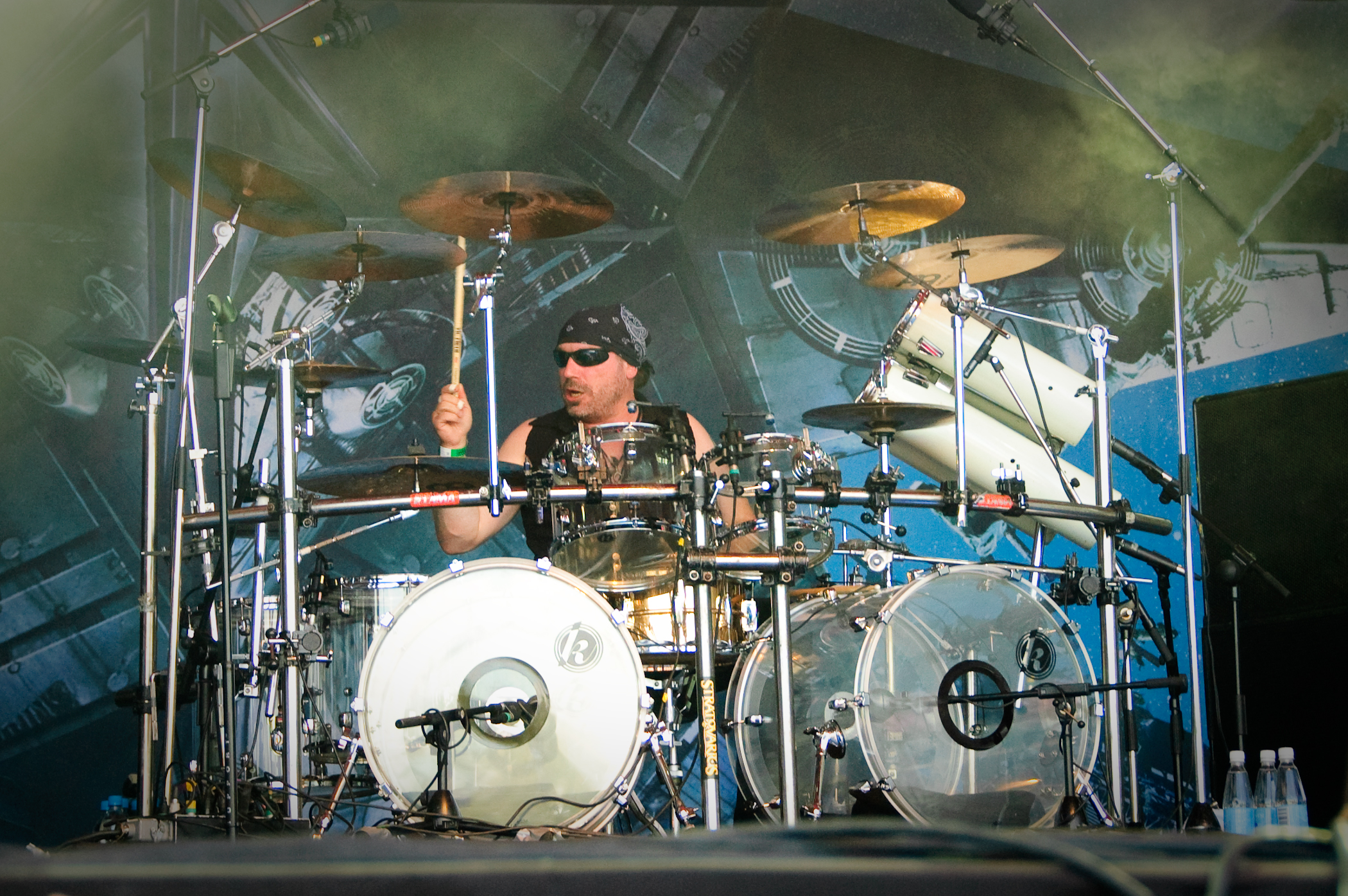
Йорг Михаэль, один из известнейших барабанщиков метал-жанров